# Куйсун
Куйсу́н (лезг. Къуюстан) — село в Магарамкентском районе Дагестана.
Образует сельское поселение село Куйсун как единственный населённый пункт в его составе.

## География
Село расположено на левом берегу реки Самур, в 6 км юго-западнее административного центра Магарамкентского района — села Магарамкент, в 193 км южнее Махачкалы. Расстояние до ближайшей железнодорожной станции — 46 км.
К северу от села расположен Самурский хребет, в 2 км к западу находится село Гильяр, к востоку — равнина, с расположенными на ней садами и обрабатываемыми землями сельскохозяйственного производственного кооператива «Куйсун», на юге река Самур.
Куйсун разделён на две части проходящей через село автодорогой Магарамкент — Ахты — Рутул.

## Климат
Континентальный, умеренный.
Среднегодовая температура в Куйсуне положительная: +12,6 °C, среднемесячная температура января +3,2 °C (минимальная −34 °C), среднемесячная температура июля +23,4 °C (максимальная +45 °C). Продолжительность теплого периода — 271 дней.
Осадков в среднем 790 мм в год; самый дождливый месяц — октябрь. Среднегодовая относительная влажность воздуха — 69,4 %, средняя скорость ветра — 5,0 м/с
| Среднесуточная температура воздуха в Куйсуне | Среднесуточная температура воздуха в Куйсуне | Среднесуточная температура воздуха в Куйсуне | Среднесуточная температура воздуха в Куйсуне | Среднесуточная температура воздуха в Куйсуне | Среднесуточная температура воздуха в Куйсуне | Среднесуточная температура воздуха в Куйсуне | Среднесуточная температура воздуха в Куйсуне | Среднесуточная температура воздуха в Куйсуне | Среднесуточная температура воздуха в Куйсуне | Среднесуточная температура воздуха в Куйсуне | Среднесуточная температура воздуха в Куйсуне | Среднесуточная температура воздуха в Куйсуне |
| Январь                                       | Февраль                                      | Март                                         | Апрель                                       | Май                                          | Июнь                                         | Июль                                         | Август                                       | Сентябрь                                     | Октябрь                                      | Ноябрь                                       | Декабрь                                      | Год                                          |
| 3,2 °C                                       | 2,3 °C                                       | 4,7 °C                                       | 10,2 °C                                      | 15,1 °C                                      | 20,2 °C                                      | 23,4 °C                                      | 23,2 °C                                      | 19,3 °C                                      | 14,2 °C                                      | 8,7 °C                                       | 4,6 °C                                       | 12,6 °C                                      |
| -------------------------------------------- | -------------------------------------------- | -------------------------------------------- | -------------------------------------------- | -------------------------------------------- | -------------------------------------------- | -------------------------------------------- | -------------------------------------------- | -------------------------------------------- | -------------------------------------------- | -------------------------------------------- | -------------------------------------------- | -------------------------------------------- |

## Название
По одной из версий, название произошло от лезгинского «къуй» (колодец) и персидского «стан» (страна).

## История
Село образовано в результате переселения жителей села Мака (Докузпаринского района) и жителей села Куйсун, проживавших в 1—2 км севернее нынешних границ села. В настоящее время в селе также проживают переселенцы из сёл Хакикент, Джаба, Фий, Хнов и др.
Согласно некоторым исследованиям, на территории Куйсуна располагалась первая столица средневекового государственного образования лезгинских народов - Лакза.

## Социальные объекты
- Куйсунская средняя общеобразовательная школа
- Куйсунский д/с (Муниципальное дошкольное образовательное учреждение детский сад)
- Куйсунский фельдшерско-акушерский пункт
- Куйсунский дом культуры.

## Экономика
В селе было популярно оружейное дело, делали ружья, пистолеты.
Основным видом занятия жителей села Куйсун является сельское хозяйство (животноводство и растениеводство). Крупных промышленных и иных предприятий нет.

## Инфраструктура
С 1996 года в Куйсуне действует 5-я пограничная застава Дербентского Пограничного отряда.

В 2009 году ведён в эксплуатацию водозаборный узел.

Имеется газоснабжение, водоснабжение частичное, канализация отсутствует.